# Федулов, Александр Иванович
Алекса́ндр Ива́нович Феду́лов (3 февраля 1947 года — 25 февраля 1996 года) — советский и российский режиссёр-мультипликатор, художник-мультипликатор, художник.

## Деятельность
Работал на студиях «Экран» и «Союзтелефильм». Ведущий художник-мультипликатор мультфильмов Александра Татарского «Падал прошлогодний снег» и «Обратная сторона луны». Один из создателей мультипликационного тележурнала «Кубик».
В 1993 году вместе с Вадимом Курчевским и Станиславом Соколовым возродил мастерскую режиссёров мультипликационного фильма, основанную в 1952 году Иваном Ивановым-Вано.

## Фильмография

### Режиссёр
- 1980 «Метаморфоза»
- 1984 «Это совсем не про это»
- 1985 «Зайца не видали?» (Кубик)
- 1986 «Конец»
- 1986 «Тихо! Идёт операция»
- 1987 «Беспокойная ночь» (из серии социальных роликов)
- 1987 «Назло зайцу!» (из серии социальных роликов)
- 1987 «Не зная кода…» (из серии социальных роликов)
- 1987 «Разрешите пройти»
- 1987 «Теплота» (из серии социальных роликов)
- 1987 «Холодно — горячо» (из серии социальных роликов)
- 1988 «Наедине с природой»
- 1988 «Парк культуры»
- 1989 «Поцелуй»
- 1989 «В тишине»
- 1990 «Бочка»
- 1992 «Потец»
- 1994 «Зоки и Бада»

### Художник-мультипликатор
- 1975 «Картина. Ехал Ваня»
- 1975 «Мук-скороход»
- 1976 «Все непонятливые»
- 1977 «Два клёна»
- 1979 «Очень синяя борода»
- 1982 «Ассоль»
- 1982 «День рождения Леопольда»
- 1982 «Огромное небо»
- 1983 «Падал прошлогодний снег»
- 1983 «Обратная сторона Луны»
- 1984 «Это совсем не про это»
- 1985 «Великолепный Гоша»
- 1985 «Зайца не видали?» (Кубик)
- 1985 «Кубик Рубик клоунада» (Кубик)
- 1985 «Маленькие чудеса»
- 1985 «Повелители молний»
- 1986 «Нехочуха»
- 1987 «Автомобиль кота Леопольда»
- 1987 «Домовые, или Сон в зимнюю ночь»

## Награды
- 1986 — Приз «Малый Полкан» на III фестивале советских мультипликационных фильмов в Рязани.
- Мультфильм «Это совсем не про это»:
  - 1985 — «Золотой голубь» (высший приз) и приз ФИПРЕССИ на XXVIII международном фестивале документальных и короткометражных фильмов для кино и телевидения в Лейпциге;
  - 1986 — Первый приз VII МКФ мультипликационных фильмов Загреб '86 в категории «А».
- Мультфильм «Конец» — Золотая медаль на XII МКФ краснокрестных и оздоровительных фильмов в Варне, 1987.
- 28 сентября 1986 — Лауреат V фестиваля молодых кинематографистов города Москвы, приз за лучшую режиссёрскую работу Александру Федулову, за сюжет «Зайца не видали?» в мультфильме «Кубик».[1][2]

## Выставки
- Персональная выставка режиссёра и мультипликатора Александра Федулова. Открытие и вечер памяти Мастера с показом фильмов 25 сентября 2009 г.[3]